# Camp de prisonniers de guerre
Pour les articles homonymes, voir Camp de prisonniers.

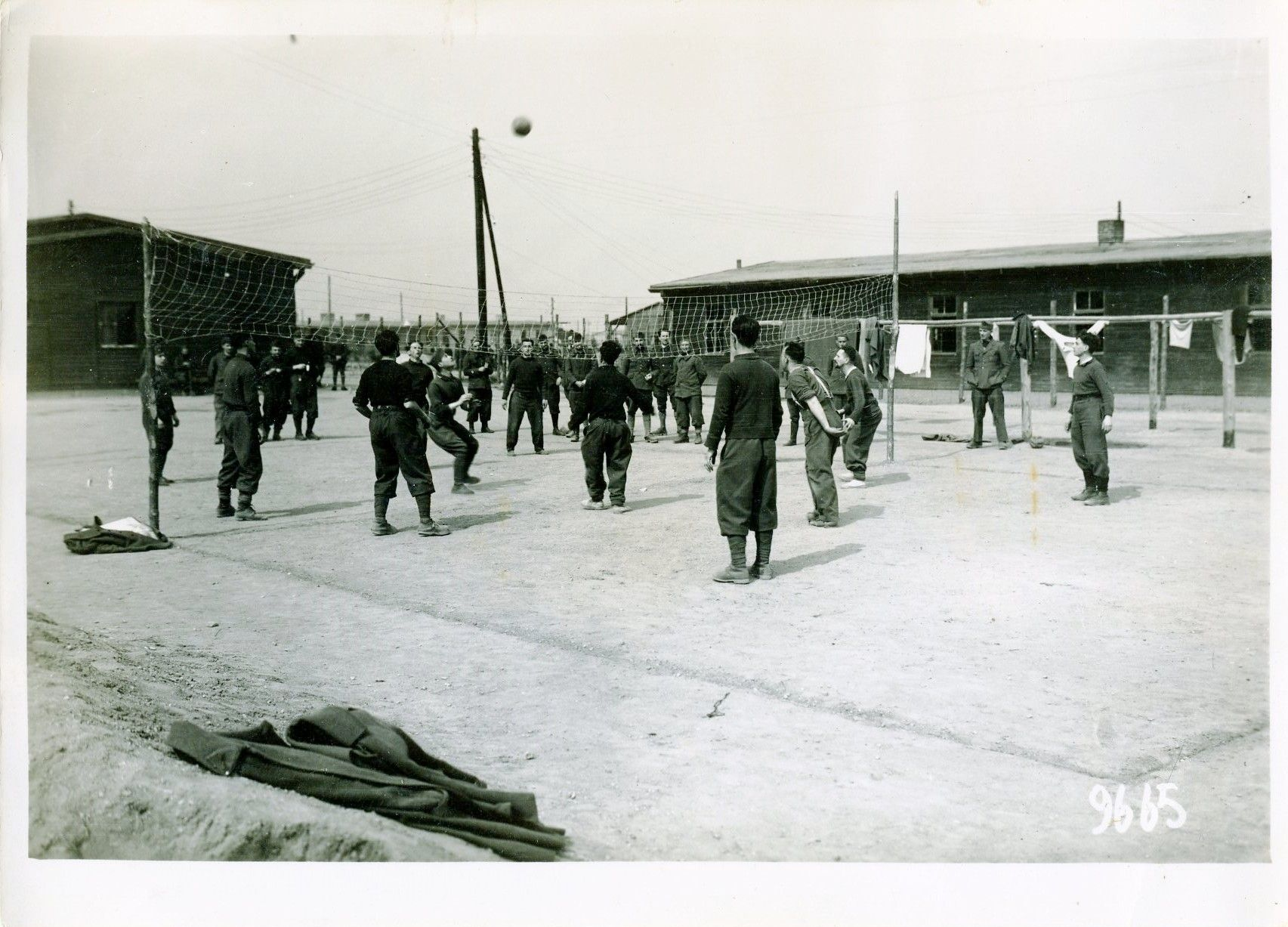
Match de volley entre prisonniers au stalag IV-B2, un camp pour soldats situé à Mühlberg (Brandebourg), pendant la Seconde Guerre mondiale.

Un camp de prisonniers de guerre est un lieu de détention, généralement un camp militaire, spécifiquement utilisé pour la détention d'ennemis en temps de guerre. Selon la Convention de Genève, il est « destiné à emprisonner, en temps de guerre, les combattants ennemis ayant droit au statut de prisonnier de guerre, dans le but de mettre ces combattants dans l'incapacité de prendre part aux hostilités ».

## Généralités
Un camp de prisonniers de guerre est en général destiné à emprisonner les soldats d'un pays ennemi avant, pendant ou après un conflit armé. Néanmoins, il arrive fréquemment que des civils, tels des ressortissants des pays ennemis, soient également enfermés à titre préventif dans des camps, tels les camps d'internement érigés par les Américains aux dépens des civils japonais lors de la Seconde Guerre mondiale (décret présidentiel 9066) ou les camps de regroupement mis en place par les Français pour y contrôler les populations maghrébines lors de la guerre d'Algérie.
En situation dégradée, le camp de prisonniers est alors camp de concentration ; tel ceux établis par les Britanniques pour les civils afrikaners lors de la guerre des Boers, ceux établis par les Serbes de Bosnie contre les musulmans bosniaques et les Croates durant la guerre de Bosnie-Herzégovine ou encore ceux construits à usage réciproque par les Soviétiques et les Allemands sur le Front de l'Est.
Dans le cadre de la Convention de Genève, l'officier commandant le camp, appartenant aux forces armées régulières de la puissance contrôlant le camp, est responsable de l'application de la convention — sous le contrôle du gouvernement de la puissance.